# Stracena promelaena
Stracena promelaena är en fjärilsart som beskrevs av Holland 1893. Stracena promelaena ingår i släktet Stracena och familjen tofsspinnare. Inga underarter finns listade i Catalogue of Life.